# Othmar Mága
Othmar Mága (né le 30 juin 1929 à Brno en Tchécoslovaquie et mort le 28 janvier 2020 à Kiel (Allemagne)) est un chef d'orchestre allemand.

## Biographie
Othmar Mága, né le 30 juin 1929 à Brno de parents hongrois et allemand, a étudié le violon, la direction d'orchestre et la composition à Stuttgart (1948-1952), la musicologie et la littérature allemande à l'université de Tübingen (1952-1958) et perfectionné sa technique de direction d'orchestre avec Paul van Kempen (1954-1955), Ferdinand Leitner (opéra) et Sergiu Celibidache (1960-1962),,.
En Allemagne, il a été chef principal à l'Orchestre symphonique de Göttingen (en) (1963-1967) puis à l’Orchestre symphonique de Nuremberg (1968-1970), directeur musical à l'Orchestre symphonique de Bochum (1971-1980) et professeur à la Folkwang Universität à Essen (1971-1982). De 1983 à 1987, Mága a été chef principal du Pomeriggi Musicali de Milan (Italie) et directeur artistique de l'Orchestre symphonique d'Odense à Odense (Danemark), puis de 1992 jusqu'à la fin de 1996 chef principal de l'Orchestre symphonique de la KBS à Séoul. De 2002 à 2003, il est chef principal du Niederrheinische Sinfoniker de la Vereinigte Staedtische Buehnen de Krefeld-Moenchengladbach,,,.
Il meurt le 28 janvier 2020 à Kiel, à l'âge de 90 ans, des suites d'une longue maladie,. 
Le répertoire d'Othmar Maga comprenait plus de 2 000 œuvres allant de la Renaissance à nos jours.

## Discographie
- Johann Sebastian Bach :
  - Concerto pour clavecin ré mineur - Orchestre symphonique de Nuremberg (Polyband)
  - Ouverture (Suite)no  2 - Nürnberger Symphoniker (Polyband)
- Ludwig van Beethoven :
  - Die Ruinen von Athen - KBS (Korean Broadcasting System)-Seoul (Cheil-Orange)
  - Triple concerto - Nürnberger Symphoniker (Polyband)
  - Concerto pour violon - Nürnberger Symphoniker (Polyband)
- Alban Berg : Symph. Stücke aus "Lulu" - Nürnberger Symphoniker (Colosseum)
- Bizet :
  - Jeux d’Enfants Nürnberger Symphoniker (Polyband)
  - Symphonie en ut majeur - Nürnberger Symphoniker (Polyband)
- Alexandre Borodine :
  - Symphonie no  2 - Philharmonia Hungarica (VOX)
  - Dans les steppes de l'Asie centrale - Philharmonia Hungarica (VOX)
- Emmanuel Chabrier : España - KBS Symphony Orchestra Seoul (Cheil-Orange)
- Debussy : L’après-midi d’un faune - Orchestre symphonique de Bochum (Stadt Bochum)
- Antonín Dvořák :
  - Concerto pour violoncelle en si mineur, op.104 - Nürnberger Symphoniker (Intercord "Saphir")
  - Ouverture d'Othello - KBS-Seoul (Samsung-Classics)
- Flosman : Concerto pour cor - Hr-Sinfonieorchester (Audite)
- Genzmer : Concerto pour orgue - Bochumer Symphoniker (VOX)
- Alexandre Glazounov :
  - Scènes de Ballet, op.52 - Bochumer Symphoniker (Impromptu)
  - Les Saisons, op.67 - Nürnberger Symphoniker (Colosseum)
  - Raymonda, op.57 - Bochumer Symphoniker (Impromptu)
- Mikhaïl Glinka : Danses tirées d'Une vie pour le tsar - Bochumer Symphoniker (Impromptu)
- Georg Friedrich Haendel : Music for the Royal Fireworks - Nürnberger Symphoniker (Colosseum und BASF)
- Adolph von Henselt : Klavierkonzert f-moll - Philharmonia Hungarica (VOX)
- Hans Werner Henze 1.Suite aus "Undine" - Nürnberger Symphoniker (Polyband)
- Hindemith :
  - Kammermusik Nr.1 - Philharmonia Hungarica (FFE)
  - Kammermusik Nr.7 - Bochumer Symphoniker (Da Camera Magna)
  - Konzertmusik, op.50 - Philharmonia Hungarica (FFE)
  - Ouv."Neues vom Tage" - Orchestre symphonique de la WDR de Cologne (FFE)
- Franz Anton Hoffmeister : Concerto pour contrebasse - RSO Frankfurt (HR) (FSM)
- Leopold Anton Kozeluch : Concerto pour contrebasse - RSO Frankfurt (HR) (FSM)
- Friedrich Kuhlau :
  - Concerto pour piano - Orchestre symphonique d'Odense (Unicorn)
  - Concerto pour 2 cors - Orchestre symphonique d'Odense (Unicorn)
  - Ouverture "Elverhöj" - Orchestre symphonique d'Odense (Unicorn)
- Anatoli Liadov : Kikimora, op.63 - Bochumer Symphoniker (Impromptu)
- Theo Loevendie : De Nachtigal - Residentie Orkest den Haag (Colofon)
- Gustav Mahler : Adagio, Symphonie nº 10 - Nürnberger Symphoniker (FFE)
- Gian Francesco Malipiero Concerto nº 6 pour piano et orchestr - Nürnberger Symphoniker (FFE)
- Mendelssohn :
  - Antigone, op.55 - RSO Frankfurt (HR) (Audite)
  - Les Hébrides ou la Grotte de Fingal - KBS Symphony Orchestra Seoul (Cheil-Orange)
  - Le Songe d’une nuit d’été - KBS Symphony Orchestra Seoul (Samsung-Classics)
- Ignaz Moscheles : Klavierkonzert g-moll - Philharmonia Hungarica (VOX)
- Wolfgang Amadeus Mozart :
  - Concertos pour piano 6 et 8 - Philharmonia Hungarica (VOX)
  - Concertos pour 2 pianos - Nürnberger Symphoniker (Colosseum)
- Carl Nielsen :
  - Concerto pour flûte - Philharmonia Hungarica (VOX)
  - Concerto pour clarinette - Philharmonia Hungarica (VOX)
- Ernst Pauer : Concerto pour cor - RSO Frankfurt (HR) (Audite)
- Francis Poulenc :
  - Babar l'Éléphant - Residentie Orkest den Haag (Colofon)
  - Concerto pour 2 pianos - Nürnberger Symphoniker (Colosseum)
- Sergueï Prokofiev : Pierre et le Loup - Residentie Orkest den Haag (Colofon)
- Nikolaï Rimski-Korsakov :
  - Ouverture sur trois thèmes russes - Bochumer Symphoniker (VOX)
  - Sadko, op.5 - Bochumer Symphoniker (Impromptu)
  - Skazka, op.29 - Bochumer Symphoniker (VOX)
  - Suite no  2 - Bochumer Symphoniker (VOX)
- Anton Rubinstein : Concerto pour piano nº 4 - Philharmonia Hungarica (VOX)
- Camille Saint-Saëns :
  - La Muse et le Poète - KBS Symphony Orchestra Seoul (Cheil-Orange)
  - Carnaval des Animaux - Nürnberger Symphoniker (Intercord)
- Robert Schumann : Symphonie no  3 - Bochumer Symphoniker (Stadt Bochum)
- Jean Sibelius Finlandia - KBS Symphony Orchestra Seoul (Cheil-Orange)
- Bedřich Smetana : La Moldau - KBS Symphony Orchestra Seoul (Cheil-Orange)
- Igor Stravinsky : Dumbarton Oaks - Philharmonia Hungarica (FFE)
- Piotr Ilitch Tchaïkovski :
  - La Tempête, op.76 - Bochumer Symphoniker (VOX)
  - La Tempête, Phantasie op.18 - Bochumer Symphoniker (VOX)
  - Le Voïévode, op.78 - Bochumer Symphoniker (VOX)
  - Fatum, op.77 - Bochumer Symphoniker (VOX)
  - Ouverture "Roméo et Juliette" - KBS Symphony Orchestra Seoul (Samsung-Classics)
- Alexandre Tcherepnine : Suite "Der Abgrund", op.87 - Nürnberger Symphoniker (Colosseum)
- Nicolas Tcherepnine : Danses "Le Pavillon d’Armide" - Nürnberger Symphoniker (Impromptu)
- Jiří Válek : Concerto pour violon - FOK Prag (Supraphon)
- Giovanni Battista Viotti : Concerto pour violon - Nürnberger Symphoniker (FEE und Bellaphon)
- Vogel : Passacaglia - Nürnberger Symphoniker (FEE)
- Peter-Jan Wagemans : Romance f. Violine u. Orchester - Residentie Orkest den Haag (Donemus)
- Carl Maria von Weber :
  - Symphonie no  1 - Nürnberger Symphoniker (Colosseum)
  - Symphonie no  2 - Nürnberger Symphoniker (Colosseum)
- Anton Webern :
  - 5 Stücke op.10 - Nürnberger Symphoniker (FFE)
  - 6 Stücke op.6 - Nürnberger Symphoniker (FFE)
  - Sinfonie op.21 - Nürnberger Symphoniker (FFE)